# Телеграма
Телегра́ма (від грец. τηλέ — далеко і γραμμα — буква, запис) — повідомлення, послане телеграфом, одним з перших видів зв'язку, що використовує електричну передачу інформації. Телеграми передаються, як правило, з використанням азбуки Морзе. Телеграми друкують на паперовій стрічці, яку потім наклеюють на лист паперу з метою зручності читання. Років десять тому прийнято було посилати телеграми з нагоди важливих подій. Першу в Америці телеграму відправив американський винахідник Семюель Морзе з Балтімора до Вашингтона 24 травня 1844 року. 27 січня 2006 року компанія «Western Union», що передавала текстові повідомлення телеграфом протягом півтора сотень років, припинила надавати цю послугу.
Телеграма — це службовий документ, що становить буквенно-цифрове повідомлення, передане за допомогою телеграфного зв'язку (телеграфом).

## Оформлення телеграми
Тексти телеграм друкують без абзаців. Вони повинні бути стислими і недвозначними. Не рекомендується вживати прийменники, сполучники, займенники, вигуки, частки (крім частки «не»). Не допускається: переносити слова тексту телеграми з одного рядка на інший; робити будь-які виправлення. У разі потреби замість розділових та інших знаків використовують умовні позначення: КРПК, КМ, ЛПК, НР (номер), ДВК (двокрапка). Знаки «-» (мінус), «+» (плюс), % (процент (відсоток)) пишуть словами; однозначні числа — переважно словами, багатозначні — цифрами.
Службові телеграми оформляють на поштових чи фірмових бланках або на чистих аркушах паперу (формат А5) у двох примірниках (перший передають до відділення зв'язку, другий підшивають у справу).
Розрізняють ініціативні телеграми та телеграми-відповіді.
У телеграмах відповідях на початку тексту зазначають номер документа, на який дають відповідь, а в кінці — вихідний номер, після чого зазначають назву підприємства (скорочено), посаду (в разі потреби), прізвище особи, яка підписала телеграму.
Оформляючи службову телеграму, зазначають: назву виду документа, категорію телеграми, вид телеграми, телеграфну адресу одержувача, номер документа, на який дають відповідь, текст, вихідний номер телеграми, скорочену назву підприємства, що надсилає телеграму, посаду особи, яка підписала телеграму; поштову адресу та назву підприємства — відправника телеграми, підпис, дату підписання телеграми, відбиток печатки підприємства — відправника.

## Поділ телеграм на види
Усі телеграми поділяються залежно від шляху їх проходження на:
- вихідні — прийняті від відправників оператором або підприємством поштового зв'язку;
- транзитні — такі, що проходять через технічні засоби оператора, підприємства поштового зв'язку транзитом;
- вхідні — такі, що доставляються адресатам оператором, підприємством поштового зв'язку.

Внутрішні телеграми поділяються на:
- міжміські — такі, що приймаються оператором або підприємством поштового зв'язку в одному населеному пункті, а доставляються в інший населений пункт України;
- місцеві — такі, що приймаються та доставляються оператором або підприємством поштового зв'язку в межах одного населеного пункту.

За категоріями внутрішні телеграми поділяються на телеграми «поза категорією», «позачергова», «Президент України», «вища урядова», «урядова», «термінова», «звичайна».
Позначка про категорію ставиться в телеграмі перед адресою.
До телеграм «поза категорією» належать телеграми з позначкою «ефір», «мобілізаційна», «стріла», «зліт», «факел», «кордон», «туман», «каштан», «сигнал».
До телеграм категорії «позачергова» належать телеграми з позначкою:
1. 1) «аварія» — з повідомленням про надзвичайні ситуації (катастрофи, аварії на повітряному, морському, річковому, автомобільному та залізничному транспорті, на промислових підприємствах тощо), а також оперативні службові телеграми оператора про стан засобів зв'язку.
Право подання телеграм з позначкою «аварія» надається посадовим особам міністерств, інших центральних та місцевих органів виконавчої влади, органів місцевого самоврядування, підприємств, установ та організацій;
2. 2) «шторм», «авіа» — з повідомленням про небезпечні гідрометеорологічні та інші природні явища.

Телеграми категорії «Президент України», «вища урядова» та «урядова» приймаються лише за підписом відповідних посадових осіб.
У разі подання телеграм категорії «урядова» безпосередньо посадовою особою, яка має право підпису, в нижній частині телеграфного бланка зазначаються назва та номер документа, що посвідчує цю посадову особу.
До категорії «термінова» належать телеграми:
- такі, що обробляються в стислі строки і оплачуються за більш високим тарифом;
- з позначкою «метео» (право подання, адресування, порядок оброблення і оплата вартості таких телеграм визначаються спеціальною інструкцією, затвердженою центральним органом виконавчої влади в галузі транспорту та зв'язку);
- міжміських телефонних станцій, що мають позначку «термінова розмова».

## Написання телеграми
Текст телеграми пишеться чорнильною чи кульковою ручкою або друкується відправником на друкарській машинці, комп'ютері без викреслювань і виправлень у такій послідовності:
- позначка про категорію телеграми («урядова», «термінова» тощо);
- позначка про вид телеграми («вручити…», «повідомлення телеграфом» тощо);
- назва пункту призначення (із зазначенням номера відділення поштового зв'язку, якщо телеграму адресовано у місто; із зазначенням району та області, якщо телеграму адресовано у місто районного значення або пункт районного підпорядкування — село, селище тощо);
- повна адреса;
- прізвище адресата (у телеграмах, адресованих у сільську місцевість, крім прізвища адресата, необхідно зазначати також його ім'я та по батькові);
- текст телеграми;
- підпис відправника (за бажанням);
- у нижній частині телеграфного бланка зазначаються повна адреса, номер відділення зв'язку і найменування відправника.

Замість своєї адреси відправник може поставити позначку «до запитання» або «проїздом» та своє прізвище.
Виправлення в телеграмі, зроблені відправником або на його прохання оператором, відправник засвідчує в нижній частині бланка.
Зазначені в нижній частині бланка відомості, що стосуються адреси відправника, в рахунок слів не включаються, каналами електрозв'язку не передаються і відправником не оплачуються.
Кількість слів у телеграмі не може перевищувати трьохсот.
Знаки, в тому числі розділові, в телеграмах можна подавати як відповідними позначками, так і словами, повністю або скорочено (за бажанням відправника).
Доставка і вручення телеграм адресатам виконується: — листоношами з доставки телеграм із відділень зв'язку; — листоношами в населених пунктах, в яких немає відділення зв'язку; — шляхом видачі у відділеннях зв'язку телеграм, адресованих «до запитання»; — через абонементні скриньки; — через телеграфи інших відомств; — телефоном або телефаксом; — шляхом передавання телеграм на абонентські установки за їхньої наявності в абонента.

## Сучасний стан
Станом на 2018 рік більшість країн світу припинили приймати і передавати телеграми (їх витіснили сучасніші види зв'язку — мобільний зв'язок, інтернет тощо). В Україні Укртелеком із 1 березня 2018 року припинив надання послуг телеграфного зв'язку для всіх категорій споживачів. У той же час, в Канаді, Німеччині, Швеції, Японії деякі компанії все ще надають послуги із відправлення і доставки традиційних телеграм станом на 2018 рік.